# Дедух, Руслан Ричардович
Русла́н Ри́чардович Де́дух (укр. Руслан Ричардович Дедух; 13 апреля 1998, Чернигов) — украинский футболист, полузащитник клуба «Левый берег».

## Биография
Воспитанник черниговской «Юности», в футболке которой выступал с 2011 по 2014 год. В конце августа 2014 года перешёл в юношескую команду «Лемни», но уже в начале сентября 2014 года оказался во «Львове», за который выступал в ДЮФЛУ.
В начале августа 2015 года перешёл в «Ворсклу», где в течение сезона сыграл 19 матчей в юношеском чемпионате Украины, в которых отличился 2-мя голами в воротах львовских «Карпат» (U-19). С 2016 по 2017 год играл за «Львов» в ДЮФЛУ и любительском чемпионате Украины.
В мае 2017 года присоединился к «Чернигову», выступавшему в чемпионате Черниговской области. В следующем сезоне выступал за черниговцев в любительском чемпионате Украины.
Весной 2018 года перебрался в «Калуш», выступавший в чемпионате Ивано-Франковской области. На профессиональном уровне дебютировал за новую команду 18 июля 2018 года в победном (4:3, пенальти) поединке первого квалификационного раунда кубка Украины против черновицкой «Буковины». Дедух вышел на поле в стартовом составе, а на 62-й минуте его заменил Владислав Танчин. Во Второй лиге Украины дебютировал 28 июля 2018 года в ничейном (0:0) выездном поединке 2-го тура группы «А» против «Чайки». Руслан вышел на поле на 50-й минуте, заменив Юрия Голубка. Дебютным голом в профессиональном футболе отличился 2 сентября 2018 года на 52-й минуте ничейного (1:1) домашнего поединка 7-го тура группы «А» Второй лиги Украины против винницкой «Нивы». Дедух вышел на поле в стартовом составе, а на 74-й минуте его заменил Роман Николишин. В первой половине сезона 2018/19 сыграл 12 матчей во Второй лиге, в которых отличился 1 голом, ещё 3 поединка провёл в кубке Украины. Во время зимнего перерыва в сезоне 2018/19 покинул калушский клуб.
Весной 2019 года присоединился к тернопольской «Ниве». Дебютировал в футболке тернопольского клуба 6 апреля 2019 года в проигранном (0:2) выездном поединке 18-го тура группы А Второй лиги Украины против житомирского «Полесья». Руслан вышел на поле на 78-й минуте, заменив Мирона Бедного. Дебютным голом в футболке «Нивы» отметился 1 мая 2019 года на 62-й минуте победного (3:0) выездного поединка 23-го тура группы «А» Второй лиги против хмельницкого «Подолья». Дедух вышел на поле в стартовом составе, на 74-й минуте получил жёлтую карточку, а на 83-й минуте его заменил Остап Илюк. За полтора сезона, проведённые в Тернополе, сыграл 25 матчей во Второй лиге, в которых отличился 3-мя голами.
В сентябре 2020 года вернулся в «Чернигов», в футболке которого дебютировал 24 октября 2020 года в ничейном (1:1) выездном поединке 8-го тура группы А Второй лиги против «Ужгорода». Руслан вышел на поле на 67-й минуте, заменив Богдана Лазаренко. В первой части сезона 2020/21 годов сыграл 6 матчей во Второй лиге.
Зимой 2021 года усилил «Горняк-Спорт». Дебютировал за клуб из Горишних Плавней 12 марта 2021 года в ничейном (1:1) домашнем поединке Первой лиги Украины против франковского «Прикарпатья». Руслан вышел на поле в стартовом составе и отыграл весь матч.
В июле 2021 года снова вернулся в Тернополь и продолжил играть за «Ниву». В осенней части сезона 2022/23 Первой лиги сыграл 11 матчей и отличился 1 забитым голом. 11 декабря клуб прекратил сотрудничество с игроком.